# Heinrich Stein (Priester)

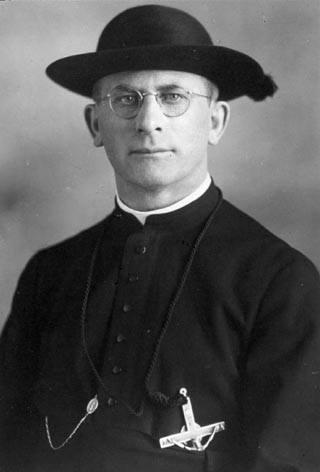
Dr. Heinrich Stein als Missionspater in Brasilien

Heinrich Stein, später auch Heinrich Christof Stein (* 16. Februar 1897 in Grünstadt, Pfalz, Königreich Bayern; † 30. September 1948 in Bahia, Brasilien) war ein katholischer Priester, Missionar und Leiter einer Höheren Schule in Brasilien.

## Leben

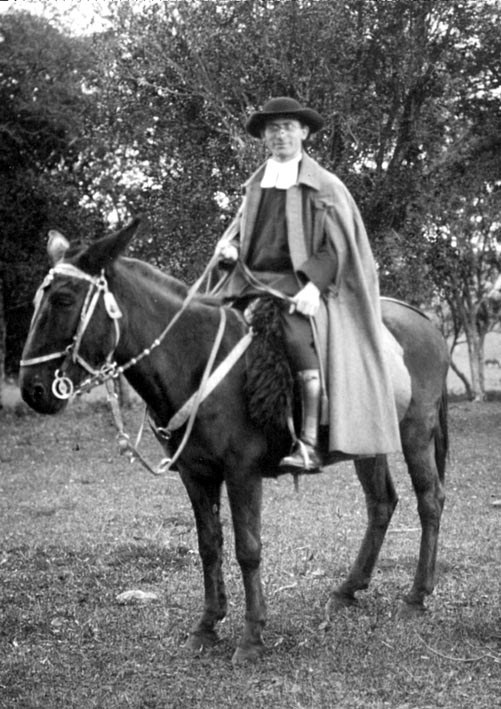
Dr. Heinrich Stein als Maristen-Schulbruder in Brasilien

Heinrich Stein wurde in einfachen Verhältnissen im pfälzischen Grünstadt, Bezirksamt Frankenthal geboren. Dort besuchte er zunächst die Schule und setzte seine Ausbildung am Bischöflichen Konvikt St. Joseph, einem katholischen Internats-Gymnasium in Speyer fort.
Nach dem Ersten Weltkrieg trat Stein im belgischen Arlon dem Orden der Maristen-Schulbrüder bei, einer 1817 durch Marcellin Champagnat gegründeten Gemeinschaft von Lehrern und Erziehern. Ihre Mitglieder verbleiben bewusst als Ordensbrüder im Laienstand, ohne Priester zu werden. Heinrich Stein erhielt den Ordensnamen Frater Bonaventura von Jesus, promovierte und ging 1925 als Maristen-Schulbruder nach Brasilien. Dort unterrichtete er u. a. Sprachen und leitete eine höhere Schule im Bundesstaat Santa Catarina.
Da Stein den Priesterberuf anstrebte, wechselte er den Orden und trat in die vor Ort wirkende Gemeinschaft der Missionare von der Heiligen Familie ein. Sein neuer Ordensnamen lautete Christof.
Während seine deutsche Heimat Kriegsgebiet wurde, empfing Heinrich Stein am 1. Dezember 1940 in Olinda, im brasilianischen Bundesstaat Pernambuco, die Priesterweihe. In Recife feierte er am 2. Dezember seine Primizmesse. In Steins Heimatbistum Speyer druckte man trotz der schwierigen Kriegszeit Erinnerungsbildchen an den Neupriester und verteilte sie an die Gläubigen, besonders im Geburtsort Grünstadt, wo der Missionar wegen seines ungewöhnlichen Werdegangs und des fernen Wirkungskreises recht populär war.
Hauptsächlich in der Erzdiözese Olinda und Recife wirkte Heinrich Christof Stein an diversen Orten als Seelsorger, bevor ihn der Bischof von Ilhéus in seine Kurie berief, wo er als dessen persönlicher Sekretär und Vertrauter fungierte.
Pater Stein starb mit knapp 52 Jahren an einem Krebsleiden in Bahia und wurde in Brasilien begraben.
Im Pilger, der Kirchenzeitung seines Heimatbistums Speyer, erschien 1948 ein ausführlicher Nachruf auf den verstorbenen Pfälzer Missionar, ebenso im Pilgerkalender (Jahrbuch des Bistums) 1950. Jakob Bisson hielt das Wirken von Pater Heinrich Stein 1956 in seinem kirchengeschichtlichen Buch: Sieben Speyerer Bischöfe und ihre Zeit fest.

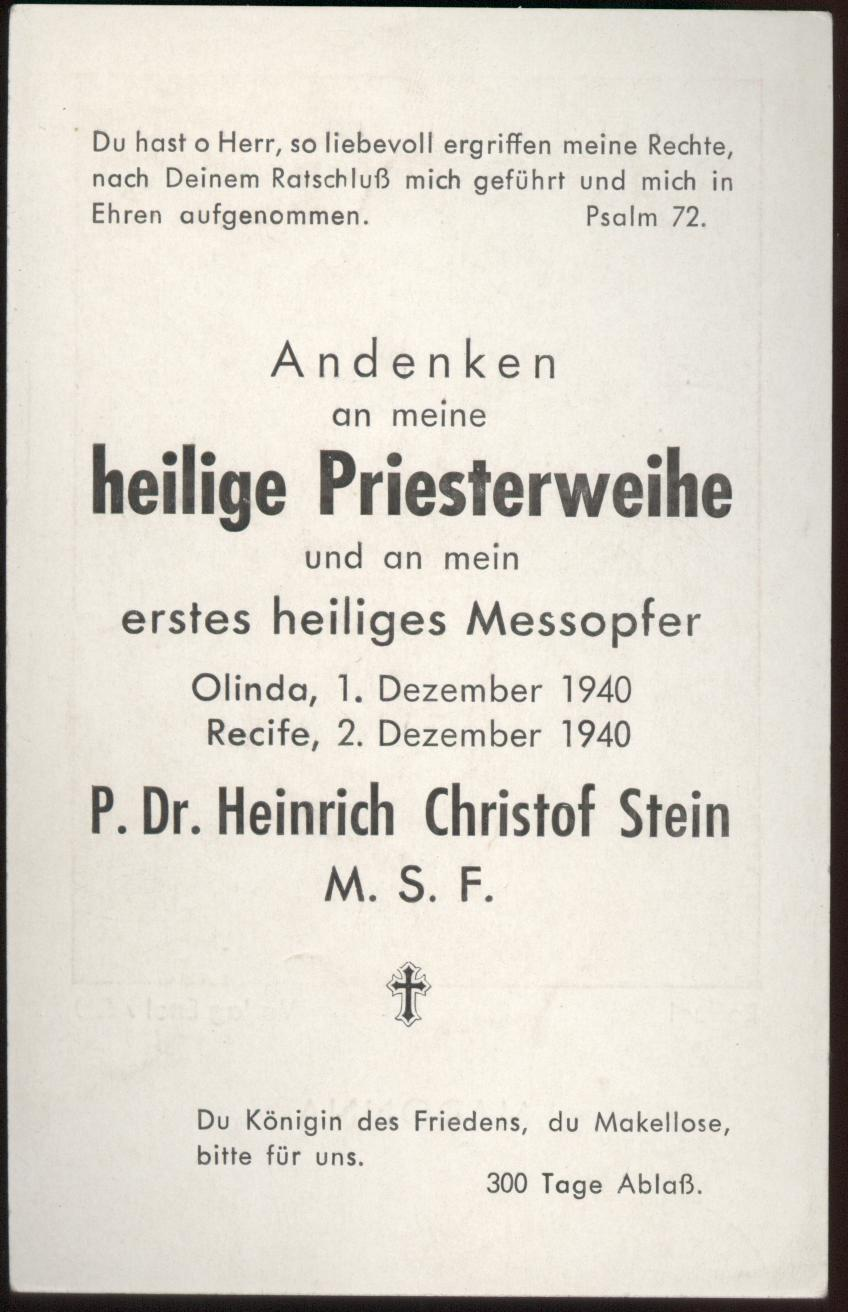
In Deutschland gedrucktes Andenkenbildchen zur Erinnerung an die Priesterweihe in Brasilien